# Schlesinger Library

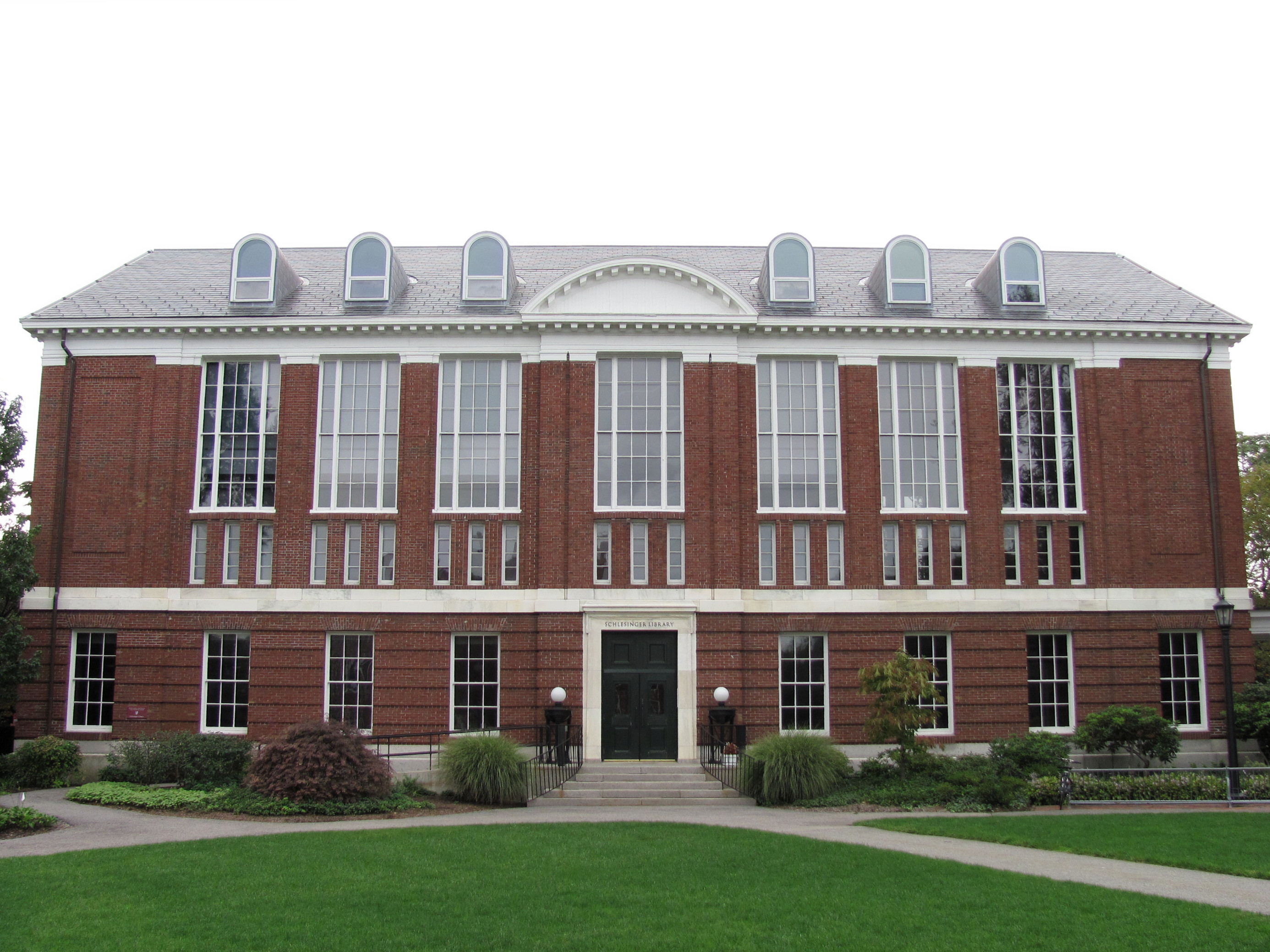
Bibliotheksgebäude der Schlesinger Library

Die Arthur and Elizabeth Schlesinger Library on the History of Women in America (Arthur-und-Elizabeth-Schlesinger-Bibliothek zur Geschichte der Frauen in Amerika), kurz Schlesinger Library (Schlesinger-Bibliothek) genannt, ist eine Forschungsbibliothek am Radcliffe Institute for Advanced Study der Harvard University in Boston, Massachusetts.

## Bibliothek

### Geschichte

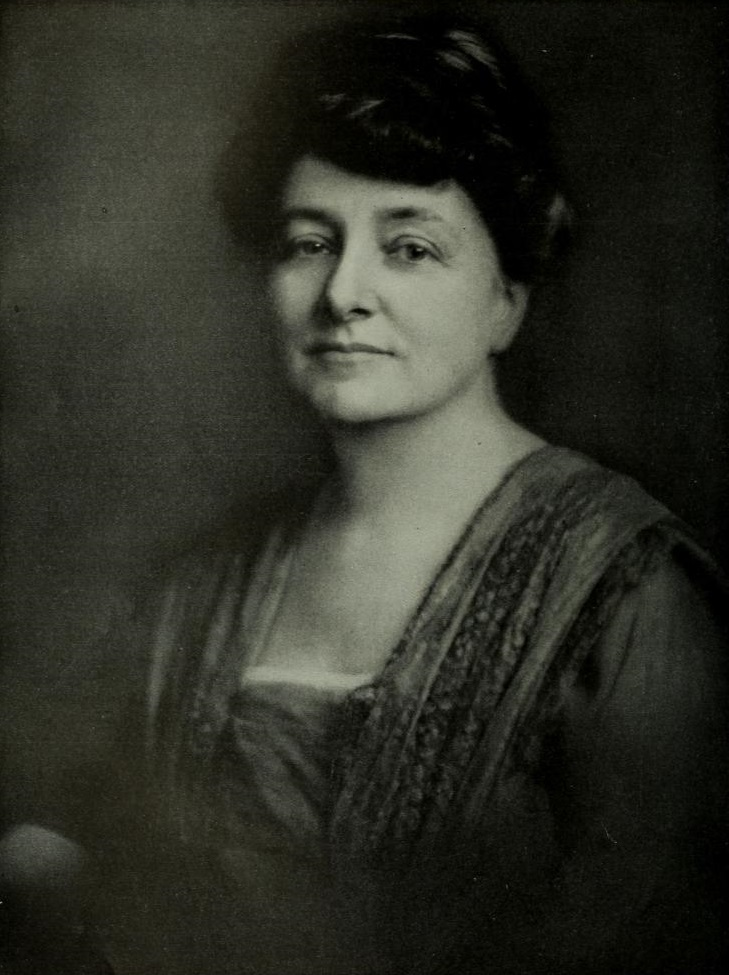
Maud Wood Park

Der Grundstein für die Bibliothek wurde am 26. August 1943 gelegt, als Maud Wood Park, ehemalige Studentin des Radcliffe College und Frauenrechtlerin, dem College ihre „Woman’s Rights Collection“ schenkte, eine Sammlung von Büchern, Papieren und Erinnerungsstücken an Reformerinnen. Daraus entwickelte sich eine stetig wachsende Forschungsbibliothek, die „Women’s Archives“ genannt wurde. 1965 wurde sie umbenannt nach Arthur M. Schlesinger, Sr., Professor für Geschichte an der Harvard University, und seiner Frau Elizabeth Bancroft Schlesinger, einer bekannten Feministin, die beide die Entwicklung der Bibliothek gefördert hatten.
Während der zweiten Welle der Frauenbewegung  in den 1960er und 1970er Jahren wuchs der Bestand der Bibliothek sehr schnell, weil feministische Aktivistinnen neue Dokumente und Publikationen schufen. 1999 wurde das Radcliffe College als Radcliffe Institute for Advanced Study in die Harvard-Universität integriert.
Das ehemalige Bibliotheksgebäude des Radcliffe College, in dem die Schlesinger-Bibliothek untergebracht ist, wurde in den Jahren 2004–2005 vollständig renoviert und zu einer hochmodernen Einrichtung mit einem geräumigen und gut ausgestatteten Lesesaal umgebaut. 2018 feierte die Bibliothek ihr 75-jähriges Bestehen. Im November des Jahres wurde das Gebäude wegen einer erneuten Renovierung, die bis Anfang September 2019 andauerte, geschlossen. Die ausgelagerten Bestände waren in dieser Zeit nach Voranmeldung in einem externen Lesesaal zugänglich.

### Zweck
Die Schlesinger-Bibliothek dient der Dokumentation des Lebens und Handelns von Frauen. Ihr Reichtum an Ressourcen zeigt die Vielfalt der Aktivitäten von Frauen in den Vereinigten Staaten und im Ausland vom frühen 19. Jahrhundert bis zur Gegenwart.
Zu dieser Thematik organisiert die Bibliothek auch Ausstellungen mit wechselnden Schwerpunkten.

## Bestände

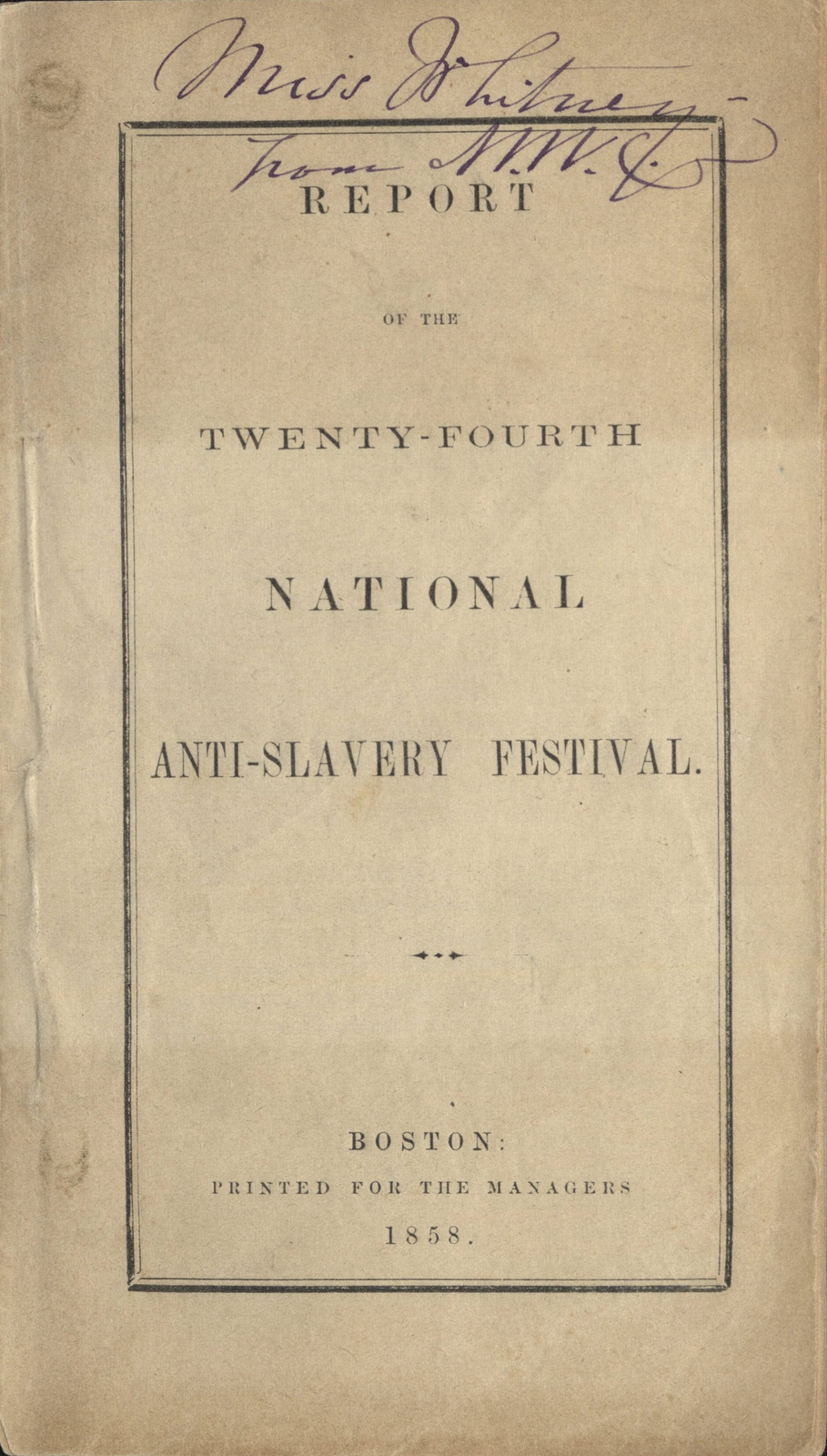
Titelblatt eines Antislavery-Festival-Berichts

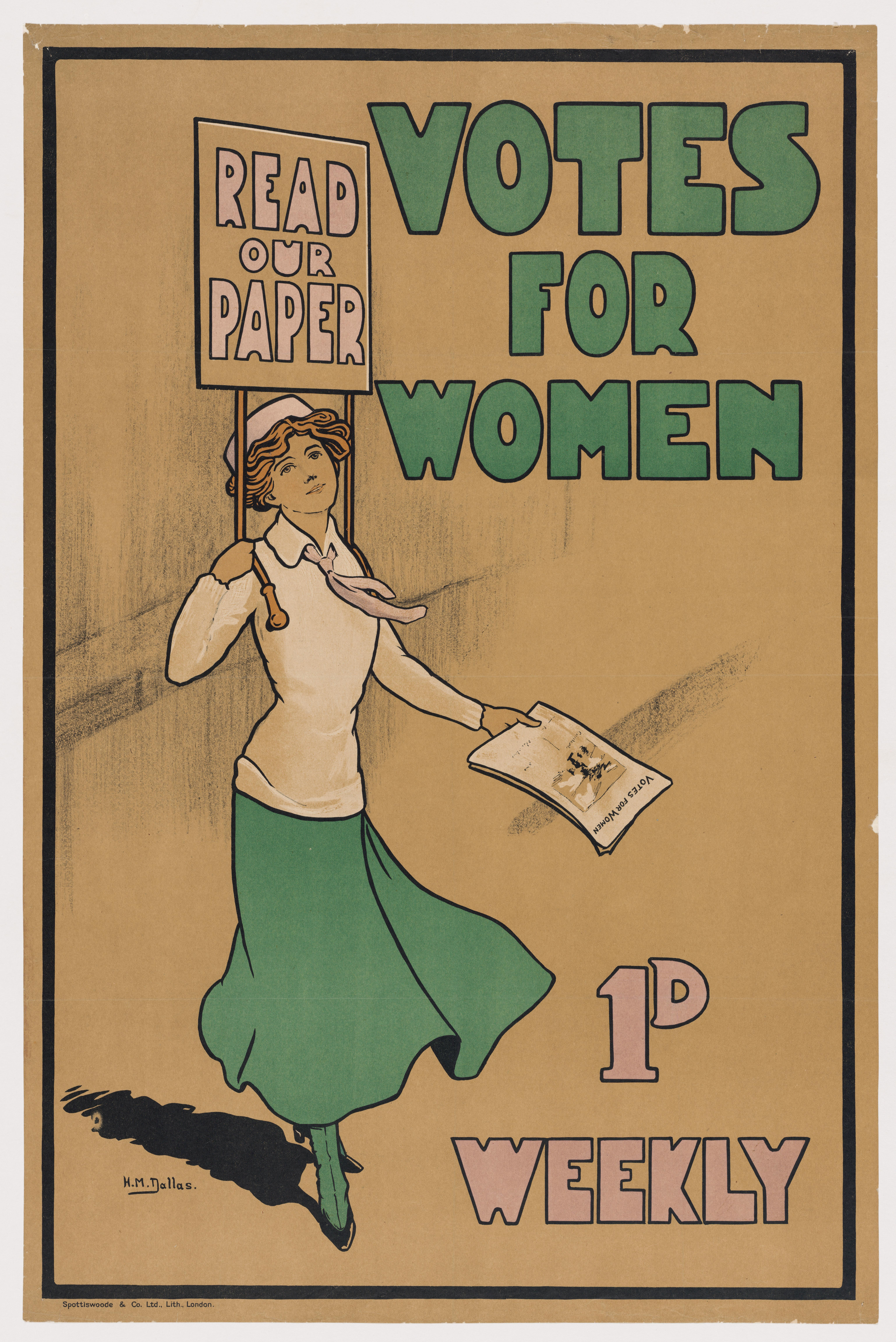
Poster zum Frauenwahlrecht

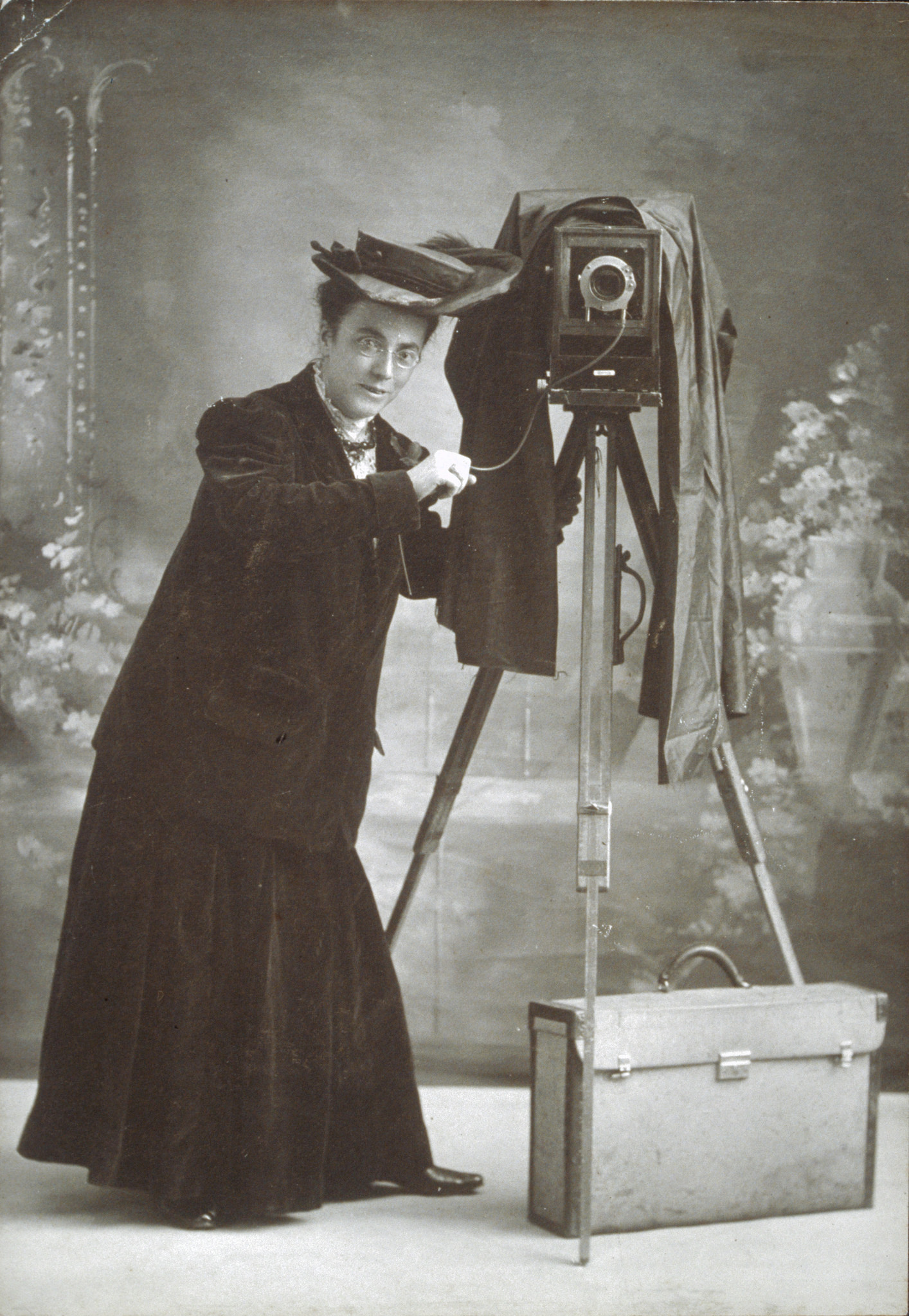
Photographin Jessie Tarbox Beals mit ihrer Kamera

Die Schlesinger-Bibliothek beherbergt Material von der Gründung der Vereinigten Staaten bis zur Gegenwart. Der Bestand umfasst mehr als 3.200 Handschriftensammlungen, 100.000 Bände Bücher und Zeitschriften sowie Filme, Fotos und audiovisuelles Material.
Während der Schwerpunkt der Sammlung auf amerikanischen Frauen liegt, verfügt die Bibliothek aufgrund umfangreicher Reisen und Auslandsaufenthalte amerikanischer Frauen über eine Fülle von Druck- und Handschriftenmaterialien, die sich mit Themen rund um den Globus befassen. Dazu zählen beispielsweise Briefe früher Missionare in China, Aktivistinnenberichte über das „Women’s Encampment for a Future of Peace and Justice“ und die weltumspannenden Reden und Schriften von Shirley Graham Du Bois.
Detaillierte Aufzeichnungen zu den Handschriftenbeständen der Bibliothek sowie zu Büchern und Zeitschriften finden sich im Online-Katalog HOLLIS (Harvard On-Line Library Information System) der Harvard-Bibliothek. Der Katalogdatensatz enthält eine Beschreibung des Artikels oder der Sammlung und weitere wichtige Informationen wie z. B. den Standort außerhalb der Bibliotheksgebäudes oder Zugangsbeschränkungen. Forscher können mehr über die Manuskriptsammlungen erfahren, indem sie die Schlesinger Library's Research Guides konsultieren. Forschungsbibliothekare können über Ask a Schlesinger Librarian kontaktiert werden.

### Manuskripte
Es gibt mehr als 2.500 einzigartige Handschriftensammlungen von Einzelpersonen, Familien und Organisationen. Frauenrechtsbewegungen in Vergangenheit und Gegenwart, Feminismus, Gesundheit, Sexualität, Sozialreformen und die Bildung von Frauen und Mädchen sind zentrale Themen der Handschriftenbestände. Das gewöhnliche Leben von Frauen und Familien und die Kämpfe und Triumphe von Frauen, die etwas erreicht haben, sind in Tagebüchern und anderen persönlichen Aufzeichnungen reichlich dokumentiert. Viele Sammlungen, wie die Papiere von Charlotte Perkins Gilman, Pauli Murray und die Aufzeichnungen der National Organization for Women behandeln politische, organisatorische und wirtschaftliche Fragen. 1972 wählte die National Organization for Women die Schlesinger-Bibliothek als Archiv für ihre Akten. Die Sammlung ist zu einer der größten und zu einer der am stärksten von Forschern genutzten geworden.

### Bücher und Zeitschriften
Mehr als 80.000 gedruckte Bände umfassen sowohl wissenschaftliche Monographien als auch populäre Werke. Diese behandeln Themen wie Frauenrechte, Frauen und Arbeit, Frauengesundheit, women of color, Vergleichsmaterial über Frauen in anderen Kulturen, Arbeiten über Frauen in Kunst und Musik, Frauen und Familie, feministische und antifeministische Theorie und lesbische Schriften. Hunderte von Zeitschriftentiteln, darunter populäre Zeitschriften wie Ladies’ Home Journal, Ebony oder Seventeen, heben häusliche Anliegen, Freizeitaktivitäten, Etikette, Mode und Ernährung hervor.
Die Bibliothek verfügt über zwei bedeutende Sondersammlungen: Eine kulinarische Sammlung von über 15.000 Büchern – aus fünf Jahrhunderten und weltweiter Küche – ist eine der bedeutendsten der Welt. Diese Sammlung enthält auch die Schriften einiger berühmter Köchinnen und Foodwriterinnen wie M. F. K. Fisher, Julia Child und Elizabeth David. Die Archive des Radcliffe College von 1879 bis 1999 – darunter Papiere von Hochschullehrern, Studenten und Alumnae – dokumentieren reichlich die Geschichte von Frauen in der Hochschulbildung.

### Photographien und audiovisuelle Medien
Mehr als 90.000 Fotografien, von beiläufigen Schnappschüssen bis zu Arbeiten professioneller Fotografen, bilden eine einzigartige visuelle Aufzeichnung des privaten und öffentlichen Lebens. Audiobänder, Videobänder und Aufzeichnungen sowie Transkripte erzählter Geschichte ergänzen die Dokumentation der Geschichte des Lebens von Frauen um den „Soundtrack“.
Die Schlesinger-Bibliothek beherbergt die Aufnahmen des „Black Women Oral History Project“, die zwischen 1976 und 1981 aufgezeichnet wurden. Bei dem Projekt waren mit Unterstützung der Schlesinger-Bibliothek 72 Afroamerikanerinnen interviewt worden, die in der ersten Hälfte des 20. Jahrhunderts einen wesentlichen Beitrag zur amerikanischen Gesellschaft geleistet hatten.